# Turkiets herrlandslag i vattenpolo
Turkiets herrlandslag i vattenpolo representerar Turkiet i vattenpolo på herrsidan. Laget slutade på 10:e plats vid Europamästerskapet 2010.

### Fotnoter
1. ↑  Todor Krastev (15 mars 2010). ”Men Water Polo European Championship 2010 Rijeka (CRO) - 29.08-11.09 Winner Croatia” (på engelska). Sport Statistics. Arkiverad från originalet den 27 juni 2015. https://web.archive.org/web/20150627043307/http://todor66.com/Water_Polo/Europe/Men_2010.html. Läst 27 juni 2015.